# Couteau filet de sole

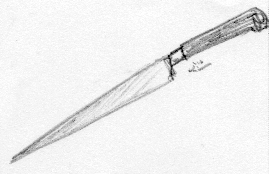
Dessin d'un couteau filet de sole professionnel

Le couteau filet de sole est un ustensile de cuisine japonais spécialement destiné au levage des filets de poisson. Il est composé d'une lame pointue à la fois souple et flexible d'une dizaine de centimètres, en cela il s'apparente au couteau à désosser. Le couteau filet de sole est caractérisé par le tranchant de sa lame. Cet outil est ainsi nommé car il sert d’abord à la préparation des filets de sole, mais il peut aussi être utilisé pour d'autres poissons ou de la charcuterie.

## Utilisation
Le couteau à filet de sole est le couteau idéal pour lever les filets de poisson avec précision. Avec sa lame longue, pointue et flexible, ce couteau permet de découper avec finesse des poissons comme la sole, la daurade ou la truite. La souplesse de la lame permet une découpe d’une grande précision tant pour le poisson, qui est son usage de prédilection, que pour la charcuterie fine. Ce couteau permet de réaliser des tranches parfaites, fines et régulières. La lame longue, lisse, souple, munie d’un bout pointu permet d'éviter les arêtes facilement, notamment l’arête dorsale. De la même manière, il permet de contourner les os des pièces de viande sans endommager le tranchant de la lame.  

## Modèles
Il existe deux grands modèles de couteau filet de sole :
- le couteau de sole domestique : la lame est moins tranchante, moins souple et elle risque de s'abimer plus facilement.
- le couteau de sole professionnel : ustensile de meilleure qualité : lame plus fine, plus flexible et qui résiste à la corrosion[3].